# Fritz Pollard
Frederick Douglass "Fritz" Pollard  (27 de janeiro de 1894 – 11 de maio de 1986) foi um jogador e treinador de futebol americano. Ele foi o primeiro técnico afro-americano da National Football League (NFL). Pollard e Bobby Marshall foram também os primeiros jogadores negros da NFL em 1920. Walter Camp, o pioneiro do futebol americano, afirmou que Pollard era "um dos maiores corredores que estes olhos já viram". Foi campeão da temporada de 1920 da National Football League jogando pelo Akron Pros.